# Cantone di Olivet
Il Cantone di Olivet è una divisione amministrativa dell'arrondissement di Orléans.
A seguito della riforma approvata con decreto del 25 febbraio 2014, che ha avuto attuazione dopo le elezioni dipartimentali del 2015, non ha subìto modifiche.

## Composizione
Comprende i 3 comuni di:
- Olivet
- Saint-Hilaire-Saint-Mesmin
- Saint-Pryvé-Saint-Mesmin